# Alrawia bellii
Alrawia bellii är en sparrisväxtart som först beskrevs av John Gilbert Baker, och fick sitt nu gällande namn av Nathan Petter Herman Persson och Per Erland Berg Wendelbo. Alrawia bellii ingår i släktet Alrawia och familjen sparrisväxter. Inga underarter finns listade i Catalogue of Life.